# Kim Deitch

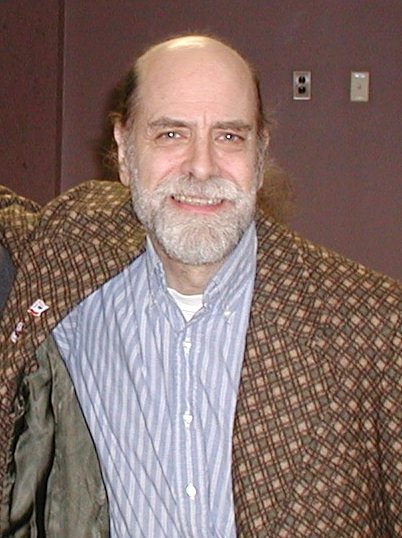
Kim Deitch

Kim Deitch (* 1944) ist ein US-amerikanischer Cartoonist.

## Leben
Deitch ist der Sohn des Illustrators und Animators Gene Deitch und arbeitet gelegentlich mit seinen Brüdern Simon und Seth Deitch zusammen. Seine bekannteste Figur ist eine mysteriöse Katze namens Waldo, die als bekannte Cartoonfigur der 1930er-Jahre, aber auch als dämonische Reinkarnation von Judas Iskariot auftaucht. Er war eine bedeutende Persönlichkeit der Underground-Comix-Bewegung der Sechziger, trug regelmäßig mit humoristischen, psychedelischen Comics (die Figuren wie das „Sunshine Girl“ oder den „The India Rubber Man“ beinhalteten) zu The East Village Other bei. 1969 wurde er Herausgeber von Gothic Blimp Works. Kim Deitch arbeitete auch als Fowlton Means. 2008 richtete das Museum of Comic and Cartoon Art eine Retrospective seiner Arbeiten aus. 2003 gewann Deitch einen Eisner Award für The Stuff of Dreams (Fantagraphics), 2008 einen Inkpot Award.

## Bibliographie
- Alias the Cat!
- The Stuff of Dreams
- The Boulevard of Broken Dreams
- Beyond the Pale
- All Waldo Comics
- A Shroud for Waldo
- Corn Fed Comics
- The Mishkin File
- No Business Like Show Business
- Shadowland
- Hollywoodland